# 4383 Suruga
A 4383 Suruga (ideiglenes jelöléssel 1989 XP) a Naprendszer kisbolygóövében található aszteroida. Y. Oshima fedezte fel 1989. december 1-én.